# SUMMER VACATiON
「SUMMER VACATiON」（サマー・ヴァケイション）は、古川雄大のセカンド・ミニアルバム。2010年8月25日にジェネオン・ユニバーサル・エンターテイメントから発売された。仕様は初回盤と通常盤2形態に同時発売。

## 概要
全6曲に新曲録音している。少し曲とも自らが作詞・作曲を手掛けている。

### CDタイプ
全てディスクジャケット各仕様は異なる。
- 初回生産限定盤･･･3360円（MJCD-20190）
  - 「origin of MIRACLE」のビデオクリップやメイキング映像収録のDVD付き。第6曲「I KNOW」のみ収録
- 通常盤･･･2625円（MJCD-20191）
  - ジャケット型ステッカー封入。第6曲「空花（ひまわり）」のみ収録。

## 収録曲
1. origin of MIRACLE [4:36]
作詞：奥田もとい、作曲・編曲：宮崎誠
2. 燃えよ太陽 [3:36]
作詞・作曲：田中明仁、編曲：大山徹也・下田義浩
3. どうなってんの? [3:28]
作詞・作曲・編曲：宮崎誠
4. 形のないモノ [4:52]
作詞・作曲・編曲：宮崎誠
5. 僕らのキオク [5:30]
作詞：古川雄大、作曲：弥津亀渡実、編曲：大山徹也
6. I KNOW [5:30]
作詞・作曲：古川雄大、編曲：大山徹也
（初回盤のみ収録）
7. 空花（ひまわり） [3:43]
作詞・作曲：古川雄大、編曲：告井孝通
（通常盤のみ収録）

### DVD（初回盤のみ）
1. 「origin of MIRACLE」Music Video
2. 「origin of MIRACLE」メイキング映像